# Günter Rosenthal
Günter Rosenthal (* 13. Dezember 1937) ist ein ehemaliger deutscher Fußballspieler, der von 1959 bis 1967 für die BSG Einheit Greifswald und die BSG Stahl Eisenhüttenstadt in der DDR-Liga spielte. 

## Sportliche Laufbahn
Im Alter von 21 Jahren begann Günter Rosenthal 1959 als Stürmer seine Laufbahn in der DDR-Liga bei der Greifswalder Betriebssportgemeinschaft (BSG) Einheit, die zuvor aus der II. DDR-Liga aufgestiegen war. In seiner ersten Zweitligasaison 1959 (Kalenderjahr-Spielzeit) hatte Rosenthal mit 22 Einsätzen in 26 Ligaspielen einen Stammplatz in der Mannschaft und behauptete diesen auch in den folgenden beiden Spielzeiten. Nachdem er 1962/63 nur in 13 Punktspielen mitgewirkt hatte, verließ er nach 86 Ligaspielen die BSG Einheit.
Zu Beginn der Saison 1963/64 wechselte Günter Rosenthal zum Ligakonkurrenten Stahl Eisenhüttenstadt. Die DDR-Liga wurde nun mit 30 Spielen ausgetragen, von denen Rosenthal zunächst nur 18 Partien absolvieren konnte. Obwohl nun als Mittelfeldspieler eingesetzt, erzielte er in dieser Spielzeit sein erstes DDR-Liga-Tor. 1964/65 hatte er seine erfolgreichste Saison, als er alle 30 Ligaspiele bestritt und mit drei Treffern seine torreichste Spielzeit absolvierte. Von der Saison 1965/66 an wurde Rosenthal vorwiegend in der Abwehr eingesetzt und hatte auch dort keine Anpassungsschwierigkeiten. Er fehlte nur bei zwei der 30 Ligaspiele und kam noch einmal zu einem Torerfolg. 1966/67 bestritt Günter Rosenthal seine letzte Saison im DDR-Liga-Fußball. Von den 30 Punktspielen absolvierte er noch 19 Begegnungen und beendete danach nach 181 DDR-Liga-Spielen und fünf Toren seine Laufbahn als Leistungssportler. 
Als Trainer blieb er dem Fußball weiterhin erhalten, so trainierte er zwischen 1980 und 1983 die DDR-Juniorennationalmannschaft, mit der er in 45 Länderspielen 14 Siege erzielte. Seine letzte Trainerstation war von 1995 bis 1998 der Köpenicker SC in der Oberliga Nordost. 